# Brabham BT53
Brabham BT53 — гоночный автомобиль команды Формулы-1 MRD International (Brabham), выступавший в сезоне 1984 года.

## История
Шасси BT53 являлось эволюцией шасси прошлого сезона BT52B, и отличалось лишь в незначительном изменении положения турбин и систем охлаждения. Шасси было выполнено в виде Монокока из углеродного волокна и алюминия, использовались турбированные 1,5-литровые 850-сильные 4-цилиндровые двигатели BMW M12/13 L4T.
Начало сезона выдалось для команды очень трудным, и гонки заканчивались сходами.
На гран-при Канады на машине был установлен новый масляный радиатор в носовой части машины. Из-за его перегрева Нельсон Пике получил ожог, но смог выиграть гонку. Он выиграл и следующую гонку в США, а его напарник Тео Фаби занял третье место. Пике ещё дважды поднимался на подиум: в Австрии завоевав 2-е, а в Италии 3-е место; также он смог финишировать 6-м, в очковой зоне на финальном гран-при Португалии. Фаби финишировал в очковой зоне ещё дважды: 4-м на гран-при Австрии, и 5-м на гран-при Голландии.
В итоге на счету команды было 38 очков, что позволило занять 4-е место в Кубке Конструкторов.

## Результаты выступлений в гонках
Источник:
| Код | Название Гран-при       | Код | Название Гран-при          |
| --- | ----------------------- | --- | -------------------------- |
| 500 | 500 миль Индианаполиса  | МАЗ | Гран-при Малайзии          |
| 70Л | Гран-при 70-летия       | МАЙ | Гран-при Майами            |
| АБУ | Гран-при Абу-Даби       | МАР | Гран-при Марокко           |
| АВС | Гран-при Австралии      | МЕК | Гран-при Мексики           |
| АВТ | Гран-при Австрии        | МЕХ | Гран-при Мехико            |
| АЗЕ | Гран-при Азербайджана   | МОН | Гран-при Монако            |
| АЙФ | Гран-при Айфеля         | НИД | Гран-при Нидерландов       |
| АРГ | Гран-при Аргентины      | ПЕС | Гран-при Пескары           |
| БАХ | Гран-при Бахрейна       | ПОР | Гран-при Португалии        |
| БЕЛ | Гран-при Бельгии        | РОФ | Гран-при России            |
| БРА | Гран-при Бразилии       | САН | Гран-при Сан-Марино        |
| ВЕЛ | Гран-при Великобритании | САП | Гран-при Сан-Паулу         |
| ВЕН | Гран-при Венгрии        | САУ | Гран-при Саудовской Аравии |
| ГЕР | Гран-при Германии       | САХ | Гран-при Сахира            |
| ДАЛ | Гран-при Далласа        | СИН | Гран-при Сингапура         |
| ДЕТ | Гран-при Детройта       | СОЕ | Гран-при США               |
| ЕВР | Гран-при Европы         | СШЗ | Гран-при США-Запад         |
| ИНД | Гран-при Индии          | ТИХ | Гран-при Тихого океана     |
| ИСП | Гран-при Испании        | ТОС | Гран-при Тосканы           |
| ИТА | Гран-при Италии         | ТУЦ | Гран-при Турции            |
| КАН | Гран-при Канады         | ФРА | Гран-при Франции           |
| КАТ | Гран-при Катара         | ШВА | Гран-при Швейцарии         |
| КИТ | Гран-при Китая          | ШВЕ | Гран-при Швеции            |
| КОР | Гран-при Кореи          | ШТИ | Гран-при Штирии            |
| ЛАС | Гран-при Лас-Вегаса     | ЭМИ | Гран-при Эмилии-Романьи    |
| СИЗ | Гран-при Сизарс-пэласа  | ЮЖН | Гран-при ЮАР               |
| ЛЮК | Гран-при Люксембурга    | ЯПО | Гран-при Японии            |

| Год  | Шасси        | Двигатель             | Шины | Пилоты     | 1    | 2    | 3    | 4    | 5    | 6    | 7    | 8   | 9    | 10   | 11   | 12  | 13   | 14   | 15   | 16  | Место | Очки |
| ---- | ------------ | --------------------- | ---- | ---------- | ---- | ---- | ---- | ---- | ---- | ---- | ---- | --- | ---- | ---- | ---- | --- | ---- | ---- | ---- | --- | ----- | ---- |
| 1984 | Brabham BT53 | BMW M12/13 1,5 л, L4T | M    |            | БРА  | ЮАР  | БЕЛ  | САН  | ФРА  | МОН  | КАН  | ДЕТ | ДАЛ  | ВЕЛ  | ГЕР  | АВТ | НИД  | ИТА  | ЕВР  | ПОР | 4     | 38   |
| 1984 | Brabham BT53 | BMW M12/13 1,5 л, L4T | M    | Пике       | Сход | Сход | 9    | Сход | Сход | Сход | 1    | 1   | Сход | 7    | Сход | 2   | Сход | 3    | Сход | 6   | 4     | 38   |
| 1984 | Brabham BT53 | BMW M12/13 1,5 л, L4T | M    | Т. Фаби    | Сход | Сход | Сход | Сход | 9    |      |      | 3   |      | Сход | Сход | 4   | 5    | Сход | Сход |     | 4     | 38   |
| 1984 | Brabham BT53 | BMW M12/13 1,5 л, L4T | M    | К. Фаби    |      |      |      |      |      | Сход | Сход |     | 7    |      |      |     |      |      |      |     | 4     | 38   |
| 1984 | Brabham BT53 | BMW M12/13 1,5 л, L4T | M    | Винкельхок |      |      |      |      |      |      |      |     |      |      |      |     |      |      |      | 10  | 4     | 38   |

| Легенда к таблице |                                                                    |
| --- | ------------------------------------------------------------------ |
| В таблице перечислены результаты всех Гран-при Формулы-1, в которых использовался автомобиль. Строками таблицы являются сезоны, столбцами — этапы чемпионата мира. В каждой клетке указаны сокращённое название этапа и результат, дополнительно обозначенный цветом. Расшифровка обозначений и цветов представлена в нижеследующей таблице. |                                                                    |
| \| Пример \| Описание \| \| ------------ \| ------------------------------------------------------------------ \| \| 1 \| Победитель \| \| 2 \| Второе место \| \| 3 \| Третье место \| \| 5 \| Финишировал, заработав очки \| \| Сход \| Не финишировал, но при этом заработал очки \| \| 12 \| Финишировал, не получив очков \| \| НКЛ \| Финишировал, но не попал в финальную классификацию \| \| 15 \| Участвовал вне зачёта, либо по отдельной классификации \| \| 18 \| Не финишировал, но попал в финальную классификацию \| \| Сход \| Не финишировал \| \| НКВ \| Не прошёл квалификацию \| \| НПКВ \| Не прошёл предквалификацию \| \| ДСК \| Дисквалифицирован \| \| ИСК \| Исключён из протокола соревнований \| \| ТТ \| Заявлен для участия только в тренировках \| \| НС \| Участвовал в квалификации, но не стартовал в гонке \| \| Т \| Травмирован или болен \| \| ОТК \| Отказ от участия \| \| НТР \| Прибыл на соревнования, но на трассу не выезжал \| \| НПР \| Был заявлен в числе участников, но не прибыл к началу соревнований \| \| О \| Соревнования отменены \| \| \| Не участвовал \| \| Поул-позиция \| \| \| Быстрый круг \| \| |                                                                    |
| Пример | Описание                                                           |
| 1 | Победитель                                                         |
| 2 | Второе место                                                       |
| 3 | Третье место                                                       |
| 5 | Финишировал, заработав очки                                        |
| Сход | Не финишировал, но при этом заработал очки                         |
| 12 | Финишировал, не получив очков                                      |
| НКЛ | Финишировал, но не попал в финальную классификацию                 |
| 15 | Участвовал вне зачёта, либо по отдельной классификации             |
| 18 | Не финишировал, но попал в финальную классификацию                 |
| Сход | Не финишировал                                                     |
| НКВ | Не прошёл квалификацию                                             |
| НПКВ | Не прошёл предквалификацию                                         |
| ДСК | Дисквалифицирован                                                  |
| ИСК | Исключён из протокола соревнований                                 |
| ТТ | Заявлен для участия только в тренировках                           |
| НС | Участвовал в квалификации, но не стартовал в гонке                 |
| Т | Травмирован или болен                                              |
| ОТК | Отказ от участия                                                   |
| НТР | Прибыл на соревнования, но на трассу не выезжал                    |
| НПР | Был заявлен в числе участников, но не прибыл к началу соревнований |
| О | Соревнования отменены                                              |
| | Не участвовал                                                      |
| Поул-позиция |                                                                    |
| Быстрый круг |                                                                    |